# Дзвінкий твердопіднебінний носовий
Твердопіднебінний (середньопіднебінний, палатальний) зімкнено-носовий приголосний — тип приголосного звука, що існує в деяких людських мовах. Символ Міжнародного фонетичного алфавіту для цього звука — ɲ, а відповідний символ X-SAMPA — J.
Твердопіднебінні носові поширеніші за твердопіднебінні проривні ([c] та [ɟ]).

## Опис, приклади
між n та j (вимовляється одночасно), як у тінь [t̪in̠ʲ]
фр. gn, італ. gn, ісп. ñ, порт. nh, пол. ń
фр. digne (гідний) [diɲ]

італ. gnocchi (ньокі) [ˈɲɔkːi]

ісп. niño (дитина/хлопчик) [ˈniɲo]

пол. Poznań (Познань) [ˈpoznaɲ]

порт. caminho (дорога) [kɐˈmiɲu]

угор. anya (мати ім.) [ˈɒɲɒ]

## Властивості
Властивості твердопіднебінного носового:
- Тип фонації — дзвінка, тобто голосові зв’язки вібрують від час вимови.
- Спосіб творення — зімкнений, тобто повітряний потік повністю перекривається.
- Місце творення — твердопіднебінне, тобто він артикулюється середньою, або задньою спинкою язика на твердому піднебінні.
- Це носовий приголосний, тобто повітря вільно виходить крізь ніс.
- Це центральний приголосний, тобто повітря проходить над центральною частиною язика, а не по боках.
- Механізм передачі повітря — егресивний легеневий, тобто під час артикуляції повітря виштовхується крізь голосовий тракт з легенів, а не з гортані, чи з рота.